# Kraśnica (województwo wielkopolskie)
Kraśnica – wieś w Polsce położona w województwie wielkopolskim, w powiecie konińskim, w gminie Golina. Leży niedaleko Konina.